# Van Blerk
Van Blerk ist ein niederländischer Familienname.

## Namensträger
- Bok van Blerk (* 1978), südafrikanischer Sänger
- Cliff van Blerk (* 1938), australischer Fußballspieler
- Gérard van Blerk (1924–1997), niederländischer Pianist und Musikpädagoge
- Hendrik van Blerk (Pseudonym Melt Froneman; 1915–2010), südafrikanischer Journalist
- Irvette van Blerk, Geburtsname von Irvette van Zyl (* 1987), südafrikanische Langstreckenläuferin
- Jason van Blerk (* 1968), australischer Fußballspieler